# Агоштон-Менделеньи, Юдит
Юдит Агоштон-Менделеньи (венг. Judit Ágoston-Mendelényi; 21 января 1937, Мишкольц, Венгрия — 12 мая 2013, Гёд, Венгрия) — венгерская фехтовальщица, чемпион летних Олимпийских игр в Токио (1964) в командном первенстве на рапирах.

## Спортивная карьера
Выступала за спортивное общество BVSC. На чемпионате мира в Турине (1961) стала серебряным призёром в командных соревнованиях на рапирах. На летних Играх в Токио (1964) в составе сборной Венгрии выиграла олимпийское золото.
На чемпионате мира в Гаване (1969) вместе с командой своей страны выиграла бронзовую медаль, а через два года в Вене (1971) — серебро.
Работала учительницей. Была замужем за олимпийским чемпионом Рима (1960) в командном первенстве на саблях Тамашом Менделеньи.